# Megatropis interruptolineata
Megatropis interruptolineata är en insektsart som beskrevs av Melichar 1914. Megatropis interruptolineata ingår i släktet Megatropis och familjen Derbidae. Inga underarter finns listade i Catalogue of Life.